# 科尔纳雷多
科尔纳雷多（義大利語：Cornaredo），是意大利米兰省的一个市镇。总面积13平方公里，人口20447人，人口密度1572.8人/平方公里（2009年）。国家统计（ISTAT）代码为015087。

## 友好城市
- 義大利萨罗克